# Доминик Константин, князь Лёвенштейн-Вертгейм-Рошфор
Доминик Константин, князь Левенштайн-Вертхайм-Рошфор (нем. Dominik Constantin Fürst zu Löwenstein-Wertheim-Rochefort; 16 мая 1762, Нанси — 18 апреля 1814, Франкфурт-на-Майне) — последний (4-й) князь Лёвенштейн-Вертгейм-Рошфор (1789—1803), первый князь Лёвенштейн-Вертгейм-Розенберг (1803—1814).

## Биография
Родился в Нанси 16 мая 1762 года. Третий ребёнок и единственный сын принца Теодора Александра Лёвенштейна-Вертгейма-Рошфора (1722—1780) и его супруги, графини Луизы Лейнинген-Дагсбург-Хартенбург (1735—1805). Внук Доминика Маркварда, 2-го князя Лёвенштейн-Вертгейм-Рошфора (1690—1735).
Принц был крещен в день своего рождения в приходской церкви Сан-Рокко в Нанси. Он вырос в Страсбурге, где он также учился в военном училище. В Фульде принц Доминик Константин прошел курс обучения под руководством преподавателя. В 1783 году принц Доминик Константин, считавшийся преемником своего дяди Карла Томаса, поселился в Вертхайме.
6 июня 1789 года после смерти своего дяди, Карла Томаса, князя Лёвенштейн-Вертгейм-Рошфора (1714—1789), не имевшего сыновей,  унаследовал княжеский титул дома Лёвенштейн-Вертгейм-Рошфор.
18 апреля 1814 года 51-летний Доминик Константин скончался от водянки во Франкфурте. Он был похоронен в семейном склепе в монастыре Энгельберг в Гросхойбахе, а его сердце было помещено в родовой склеп церкви Вертхайма.

## Браки и дети
5 мая 1780 года первым браком принц Доминик Константин женился в Нанси на принцессе Леопольдине Гогенлоэ-Бартенштайн (15 июля 1761 — 15 февраля 1807), дочери Людвига Карла, князя Гогенлоэ-Бартенштайна. Супруги имели семь детей:
- Принцесса Луиза Жозефа Левенштайн-Вертхайм-Рошфор (20 февраля 1781 — 5 августа 1785)
- Принцесса Христина Генриетта Поликсена Левенштайн-Вертхайм-Розенберг (16 мая 1782 — 5 июля 1811), муж с 1805 года Франц, князь Вальдбург-Цейль-и-Траухбург (ум. 1845)
- Карл Томас, 5-й князь Левенштайн-Вертхайм-Розенберг (18 июля 1783 — 3 ноября 1849), женат с 1799 года на графине Софии Виндиш-Грец
- Принцесса Луиза Жозефа Левенштайн-Вертхайм-Рошфор (1 ноября 1784 — 4 апреля 1789)
- Принц Константин Людвиг Карл Франц Левенштайн-Вертхайм-Розенберг (26 марта 1786 — 9 мая 1844), женат с 1821 года на своей племяннице, принцессе Леопольдине Левенштайн-Вертхайм-Розенберг (1804—1869)
- Принцесса Луиза Кристиана Шарлотта Левенштайн-Вертхайм-Рошфор (12 мая 1788 — 15 июля 1799)
- Принц Вильгельм Теодор Людвиг Константин Левенштайн-Вертхайм-Розенберг (31 марта 1795 — 2 февраля 1838), женат с 1833 года на баронессе Эмилии Молитор-Габицбейм (1810—1865)

15 апреля 1807 года Доминик Константин вторично женился на графине Марии Кресценции Кёнигзегг-Ротенфельс (30 января 1786 — 13 декабря 1821), дочери графа Франца Кёнигзегг-Ротенфель. Супруги имели троих детей:
- Принц Август Хризостомус Карл Левенштайн-Вертхайм-Розенберг (9 августа 1808 — 24 октября 1874), не женат
- Принц Максимилиан Франц Левенштайн-Вертхайм-Розенберг (3 апреля 1810 — 5 февраля 1884), не женат
- Принцесса Мария-Жозефина София Левенштайн-Вертхайм-Розенберг (9 июля 1814 — 9 июня 1876), 1-й муж с 1841 года принц Франц Иосиф Зальм-Зальм (ум. 1842), 2-й муж с 1845 года принц Карл Сольмс-Браунфельс (ум. 1876).